# Assassinato de Dandara dos Santos
O caso Dandara dos Santos refere-se ao assassinato da travesti Dandara Kettley, ocorrido em 15 de fevereiro de 2017, que foi espancada e executada a tiros no Bom Jardim, bairro de Fortaleza, no Ceará. O crime teve grande repercussão quando as imagens do espancamento foram divulgadas nas redes sociais.

## Dandara dos Santos
Dandara Kettley
Na tarde de 15 de fevereiro de 2017, Dandara volta para sua casa e avisa para sua mãe que iria andar de moto com um cliente. Pouco tempo após Dandara subir na moto, 12 homens tiram-na de cima e começam agredi-la, acusando-a de um suposto “roubo”, com pauladas na cabeça, socos, chutes e tapas. A agressão chamou atenção da vizinhança, mas ninguém tentou se impor ou socorrer a vítima. Naquele momento, um dos homens que estavam presentes começou filmar as terríveis agressões. O vídeo mostra Dandara tentando estancar os ferimentos e gritando por sua mãe na intenção de que os moradores parassem de apoiar e gritar que as agressões continuassem. Em um segundo vídeo, Dandara está sendo espancada por não conseguir subir em carrinho mão por ordem de três agressores. Os três indivíduos levam Dandara até um local próximo de onde foram feitas as imagens, e a assassinam brutalmente com dois tiros com arma de fogo na cabeça. Dandara dos Santos morreu aos 42 anos de idade.

## Crime
O assassinato de Dandara ocorreu em 15 de fevereiro de 2017, no bairro Bom Jardim, mas só tornou-se público 16 dias depois, quando dois vídeos do ocorrido começaram a circular nas redes sociais.
Um dos vídeos mostra Dandara sozinha, já machucada e sangrando. Ela está sentada numa área cimentada do calçamento e com uma camisa amarela na mão, que usava para limpar o sangue. Outras pessoas incitam por mais espancamento, mesmo ela pedindo para não apanhar mais. Outro vídeo mostra Dandara sendo torturada por três homens por não conseguir subir num carrinho de mão, devido ao estado em que estava. Ela recebia chutes e tapas na cabeça, sendo também agredida com uma sandália na cabeça e um pedaço de madeira, recebendo insultos. Ao fim da gravação, cinco homens se juntam para colocar Dandara no carrinho de mão e levar para outro local. Posteriormente, recebeu dois tiros e uma forte pedrada na cabeça, falecendo por traumatismo craniano.

## Investigação
A investigação sobre o caso foi coordenada pelos delegados Bruno Ronchi Vieira, do 32º Distrito Policial (32º DP) do Bom Jardim, e Arlete Silveira, da Delegacia da Criança e do Adolescente (DCA). Após a repercussão do assassinato com a divulgação de vídeos do momento na internet, Ronchi declarou que envolvidos no crime foram identificados, mas que ainda não tinham sido presos. Ele relatou que o vídeo com o momento das agressões foi enviado dois dias após o assassinato e que além das pessoas que aparecem no vídeo, outros criminosos eram apontados como responsáveis pelo crime. O caso não estava sendo amplamente divulgado para não atrapalhar as investigações. O coordenador especial de políticas públicas para LGBT, Narciso Júnior, afirmou para o portal O Povo Online que um dos envolvidos já estaria preso.

## Repercussão
O caso se tornou notório após a divulgação das imagens via Facebook. Uma das imagens foi divulgada pelo coordenador da Diversidade Sexual da Secretaria de Cidadania e Direitos Humanos de Fortaleza, Paulo Diógenes, que também comentou que foi "uma fatalidade que autoridades precisam dar os devidos esclarecimentos!". Em nota divulgada na mesma rede social, o governador Camilo Santana prestou solidariedade à família e amigos de Dandara e julgou o caso como "repugnante e inaceitável", além de determinar ao secretário de Segurança que trabalhasse com "total empenho no sentido de identificar e punir cada um dos criminosos". O prefeito Roberto Cláudio divulgou nota em que também afirmou que o assassinato "é uma expressão de violência que não podemos tolerar em nossa cidade nos tempos atuais" e que estava envolvendo toda a estrutura administrativa da Prefeitura de Fortaleza, por meio da Secretaria de Desenvolvimento Social e Direitos Humanos e sua Coordenadoria da Diversidade Sexual "para que apoie as investigações e a consequente punição dos responsáveis por esse ato bárbaro".
No dia 10 de março de 2017, o Grupo de Resistência Asa Branca (Grab), junto ao Fórum Cearense LGBT, com apoio do Conselho Municipal LGBT, realizou na Praça Luíza Távora o Ato Contra LGBTfobia em homenagem à Dandara e a demais LGBTs mortos por crimes de discriminação sexual. Em 13 de setembro de 2017, foi instituído o Dia Estadual de Combate à Transfobia no Estado do Ceará, tendo o dia 15 de fevereiro como data escolhida em homenagem à Dandara.

### Livro
Entre outubro de 2018 e janeiro de 2019, a policial civil Vitória Holanda escreveu o livro Casulo Dandara. Amiga de infância de Dandara, Vitória tomou a iniciativa de lançar o material por conta de comentários falsos na internet que atribuíam à travesti com facções criminosas ou alegações de que vendia drogas. O livro narra a trajetória de Dandara desde a infância até sua morte e a repercussão internacional do crime. Até o mês em que finalizou o livro, Vitória pediu apoio de editoras para publicar o material. Seu lançamento está previsto para agosto de 2019, durante a Bienal do Livro do Ceará.
| “                 | Ninguém se torna policial e espera investigar o homicídio de alguém que você ama. Descobrir como aconteceu e quem foram os autores do homicídio de Dandara foi a mais difícil tarefa que recebi do destino em todos os meus anos de polícia. | ” |
| — Vitória Holanda | |   |

### Escultura em sua homenagem nos Estados Unidos
Em 14 de dezembro de 2019, data em que a Dandara completaria 45 anos, o artista maranhense Rubem Robierb homenageou a travesti com uma escultura em uma praça em Tribeca (sul da ilha de Manhattan), nos Estados Unidos. Intitulada "Máquina de sonhos: Dandara", obra ficará  até maio de 2020 em Nova York e depois ficará exposta permanentemente em Miami (Flórida). Em reportagem ao GloboNews, o artista maranhense Rubem Robierb disse que a família de Dandara agradeceu pela obra que, de certa forma, realizou o desejo dela, de um dia ser famosa.

## Julgamentos e sentenças
Em 30 de novembro de 2017, a juíza Danielle Pontes de Arruda Pinheiro, da 1ª Vara do Júri de Fortaleza, pronunciou os nomes dos cinco réus que iriam a juri popular pelos crimes de homicídio triplamente qualificado (motivo torpe, crueldade e recurso que impossibilitou a defesa da vítima) e corrupção de menores. As defesas dos réus haviam pedido a impronúncia dos nomes, alegando que eles não tinham cometido o homicídio. Dos acusados, apenas dois estavam foragidos e um havia sido preso por outro crime. Os adolescentes estavam respondendo a atos infracionais análogos ao crimes de homicídio quadruplamente qualificado, organização criminosa e porte ilegal de arma de fogo.
Ambos os julgamentos ocorreram no no 1.º Salão do Júri do Fórum Clóvis Beviláqua, em Fortaleza. O primeiro julgamento foi marcado para o dia 5 de abril de 2018 e teve início às 9h46, durando 14 horas e 45 minutos até a leitura da sentença, terminando por volta da 0h30. Os réus foram ouvidos separadamente durante a manhã e tarde. Quatro deles confessaram as agressões, alegando que não tinham a intenção de matar Dandara. A sessão teve um intervalo às 14h e retornou às 14h30, com a manifestação da acusação, permanecendo ate às 16h30. A defesa dos réus iniciou a apresentação das teses por volta de 16h50.
A leitura da sentença foi realizada no início da madrugada de 6 de abril. As foram individualizadas de acordo com a participação de cada réu no crime. Francisco José Monteiro de Oliveira Junior foi condenado a 21 anos em regime fechado por ter atirado em Dandara. Jean Victor Silva Oliveira, Rafael Alves da Silva Paiva e Francisco Gabriel dos Reis tiveram pena de 16 anos, o primeiro por usar a tábua de madeira no espancamento, o segundo por ter dado chutes na vitima e o terceiro pelas agressões com a sandália. O último réu, Isaías da Silva Camurça foi condenado a 14 anos e 6 meses pelas palavras ofensivas à Dandara. As defesas de Jean e Rafael anunciaram que iriam recorrer da decisão, por entenderem que a pena foi elevada, justificando que a agressão causada por eles não foi fator da morte da vitima. Foi a primeira vez na Justiça brasileira que um juiz menciona, na sentença, motivo torpe, nominalmente citado como transfobia, como qualificante de homicídio.
O sexto réu, Júlio César Braga da Costa, não foi julgado junto com os demais pois havia recorrido para não ir a juri popular por "falta de provas", o que foi negado. Posteriormente, foi marcado para o dia 23 de outubro de 2018, onde foi julgado por homicídio triplamente qualificado (motivo torpe, meio cruel e uso de recurso que impossibilitou a defesa da vítima) e corrupção de menores. O julgamento estava previsto para começar a partir de 9h30 da manhã, mas o início foi adiado para as 13h por causa da ausência de duas testemunhas de defesa — os irmãos de Dandara. A juíza Danielle Pontes determinou então a condução coercitiva das testemunhas ausentes neste período. O tribunal do juri foi iniciado por volta das 13h50.
Após colher depoimentos de três pessoas (uma como declarante e duas como testemunhas), foram realizadas a tese de acusação e em seguida a tese da defesa. O julgamento iniciou-se somente às 16h30. Às 22h30, a juíza Danielle Pontes fez a leitura da sentença e condenou Júlio César Braga da Costa a 16 anos de reclusão em regime inicialmente fechado por motivo torpe, meio cruel e recurso que impossibilitou a defesa da vítima — qualificadoras impostas na denúncia feita pelo Ministério Público. O réu foi absolvido da acusação de corrupção de menores.